# Dorfkirche Großkrausnik

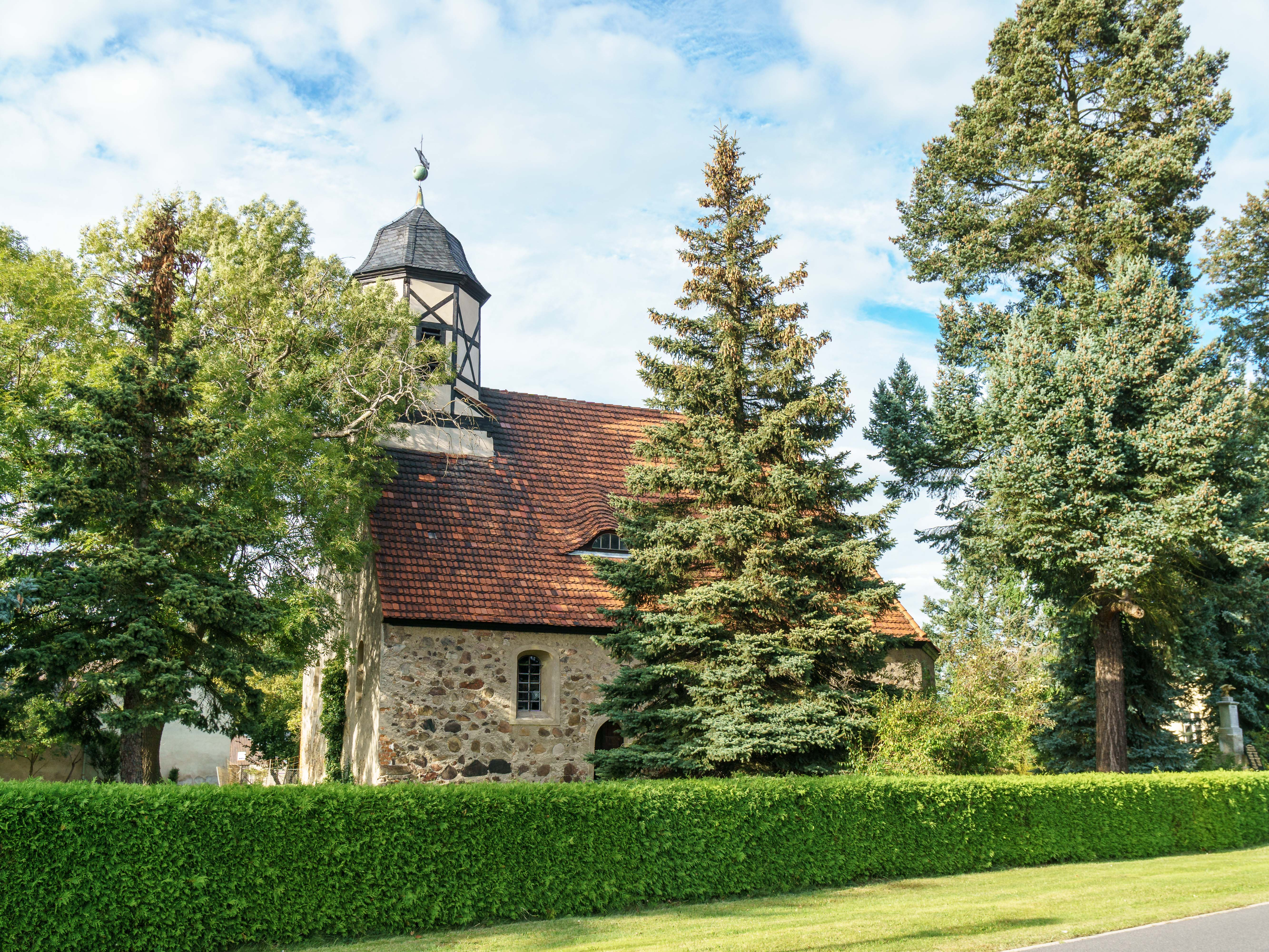
Dorfkirche Großkrausnik

Die evangelische Dorfkirche Großkrausnik ist eine spätgotische Feldsteinkirche aus der Zeit um 1400 in Großkrausnik, einem Ortsteil der Stadt Sonnewalde im Landkreis Elbe-Elster im Land Brandenburg. Die Kirchengemeinde gehört zum Kirchenkreis Niederlausitz der Evangelischen Kirche Berlin-Brandenburg-schlesische Oberlausitz.

## Lage
Die Kreisstraße 6237 führt als Rosenstraße von Südwesten kommend in nordöstlicher Richtung durch den Ort. Von ihr zweigt sie ebenfalls als Rosenstraße nach Norden ab und umspannt ein angerförmiges Grundstück. Die Kirche steht nordöstlich dieser Straße auf einem Grundstück, das mit einer Hecke eingefriedet ist.

## Geschichte
Das Brandenburgische Landesamt für Denkmalpflege und Archäologische Landesmuseum (BLDAM) gibt in seiner Denkmaldatenbank an, dass die Kirche „um 1400“ entstanden sei. In der Zeit des Barock kam ein Dachreiter hinzu, gleichzeitig wurden in dieser Zeit die Fenster vergrößert.
Im Jahr 1992 erhielt der Kircheninnenraum einen neuen Fußboden. Anschließend wurde die hölzerne Tonne, die Emporenstützen und -unterseiten mit einem – so der Förderkreis Alte Kirchen der Luckauer Niederlausitz – „laienhaften, unsachgemäßen Anstrich“ versehen.

## Baubeschreibung

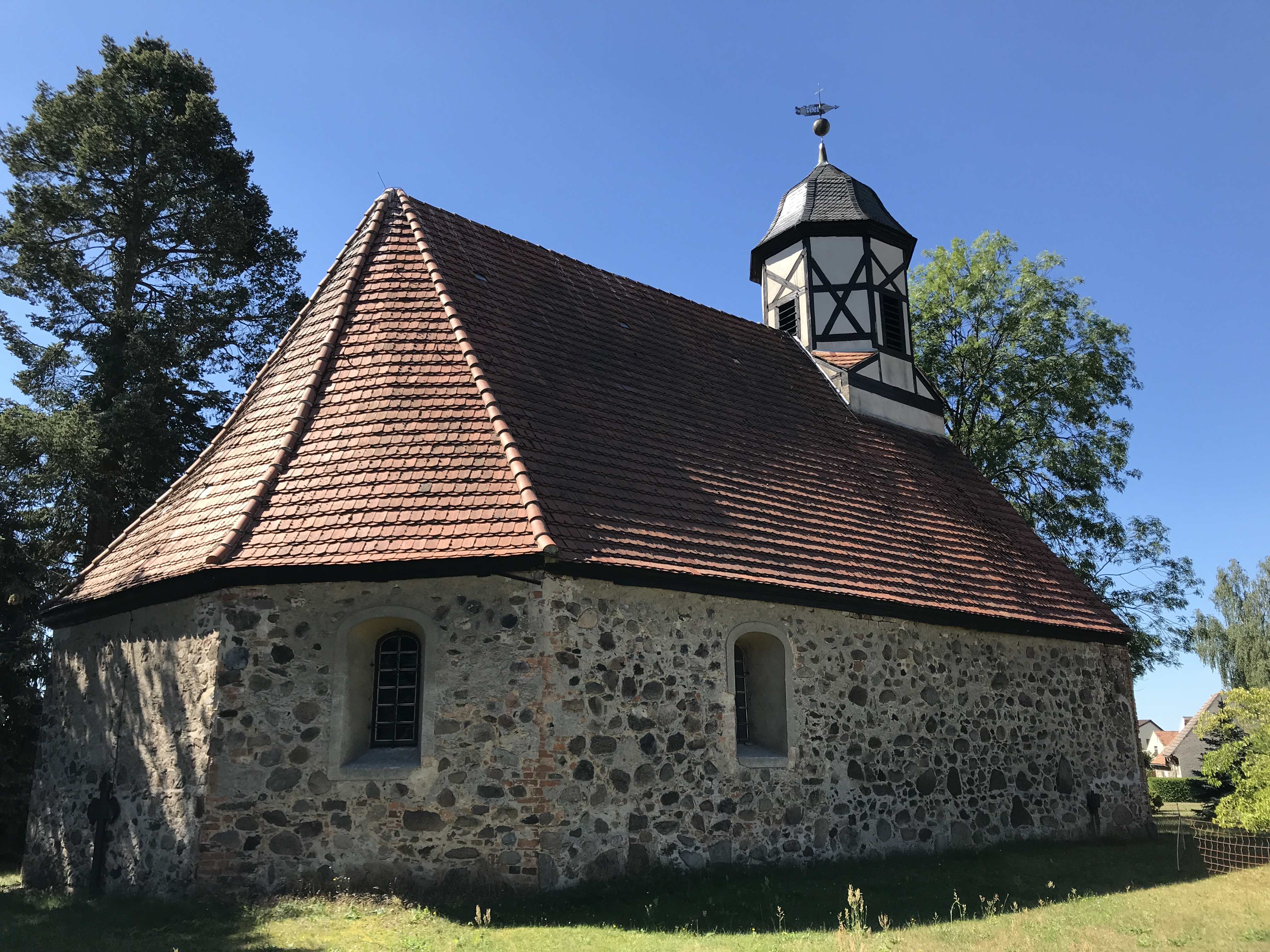
Ansicht von Nordosten

Das Bauwerk entstand im Wesentlichen aus Feldsteinen, die unbehauen und nicht lagig geschichtet wurden. Vereinzelt wurden auch Mauersteinbruch und Raseneisenstein verwendet. Ein Teil der Gebäudehülle wurde anschließend verputzt. Der polygonale Chor ist nicht eingezogen. An der Nordost- und Südostseite ist je ein gedrückt-segmentbogenförmiges Fenster, dessen Form durch eine Fasche nochmals betont wird.
Das Kirchenschiff hat einen rechteckigen Grundriss. An der Nordseite ist lediglich im östlichen Bereich ein ebenfalls gedrückt-segmentbogenförmiges Fenster. An der Südseite sind drei Fenster. Zwischen dem westlichen und mittleren befindet sich eine spitzbogenförmige Pforte, die aus der Bauzeit stammen könnte. Zwischen dem mittleren und dem östlich gelegenen Fenster ist eine zugesetzte Priesterpforte. Das Schiff trägt ein schlichtes Satteldach, das nach Osten hin abgewalmt ist.
Der Zugang erfolgt durch ein ebenfalls gedrückt-segmentbogenförmiges Portal von Westen her. Seitlich ist je ein hochgesetztes Fenster. Der darüberliegende Giebel ist weitgehend verputzt. Darüber erhebt sich ein oktogonaler Reiter, mit je einer kleinen, hochrechteckigen Klangarkade, die nach den Himmelsrichtungen ausgerichtet wurden. Der Aufsatz wurde aus Fachwerk errichtet, darüber ist eine geschweifte Turmhaube, die mit Turmkugel und Wetterfahne abschließt.

## Ausstattung
Das barocke Altarretabel entstand um 1700. Er stammt vom Doberluger Kunsttischler Abraham Jäger. In der Predella findet sich anstatt der ansonsten üblichen Darstellung des Abendmahl Jesu seit 1925/1930 zwei im Stil des Grisaille gemalte Engel, die eine Schrifttafel mit der Aufschrift „Ev. Joh 6 v. 54“ halten (Wer mein Fleisch isst und mein Blut trinkt, der hat das ewige Leben, und ich werde ihn am Jüngsten Tage auferwecken). Darüber sind zwei gedrehte und mit Lorbeer verzierten Säulen, dazwischen das Altarblatt, das die Kreuzigung Christi zeigt. Seitlich sind zwei Putten angebracht, die ovale Kartuschen halten. Der Aufsatz wurde im 19. Jahrhundert neu in Hellgrau gefasst und in den Kartuschen mit Inschriften aus den Psalmen und Evangelien versehen. Der Förderkreis Alte Kirchen der Luckauer Niederlausitz vermutet, dass sich dort zu einer früheren Zeit die Wappen des Kirchenpatrons befunden haben.
Die Kanzel stammt aus dem 18. Jahrhundert und besitzt einen hölzernen Kanzelkorb, der auf einer Stütze aus Mauersteinen ruht. Oberhalb ist ein ebenfalls hölzerner Schalldeckel. Auch sie wurde im 19. Jahrhundert hellgrau übermalt. In den Brüstungsfeldern befinden sich seitdem Rankenmalereien und Engel. 
Zur weiteren Kirchenausstattung gehört eine achteckige, kelchförmige Fünte aus Stein, die ebenfalls auf einem Fuß aus Mauerstein ruht. Sie wurde vor 1917 übermalt. 
Im Bauwerk steht eine an der Südseite verkürzte Hufeisenempore mit einer Orgel im westlichen Teil. Das Instrument wurde im Jahr 1892 vom Orgelbauer Robert Uibe geschaffen und ist im Jahr 2020 nicht spielbar. Es verfügt über ein Manual und Pedal, mit acht Registern. 
Im Pfarrhaus befinden sich drei spätgotische Schnitzfiguren, die möglicherweise zur Erstausstattung der Kirche gehörten.
Südlich des Bauwerks erinnert ein Denkmal an die Gefallenen der Weltkriege. Vor dem Ostschluss steht ein gusseisernes Grabkreuz.